# Bohumilice (Klobouky u Brna)
Bohumilice (dříve a neoficiálně též Bohumělice, německy Pumlitz) je vesnice, část města Klobouky u Brna v okrese Břeclav. Nachází se asi 3,5 km na severovýchod od Klobouk u Brna. Je zde evidováno 99 adres. Trvale zde žije 227 obyvatel. Bohumilice je také název katastrálního území o rozloze 5,64 km2.

## Název
Název se vyvíjel od varianty Bohumilici (1210), Bohumilíci (1237), Bohumilicz (1298), Bohumilicze (1459), k Bohumiliczym (1577), Bohumielitz (1673, 1718, 1751), Bohumielitz a Bohumělice (1846) až k podobě Bohumilice v roce 1924. Místní jméno je odvozeno od osobního jména Bohumil, k němuž byla přidána přípona -ice a znamenalo ves lidí Bohumilových. Pojmenování je rodu ženského, čísla pomnožného a genitiv zní Bohumilic.

## Historie
od 1. ledna 1986 jsou místní částí Klobouk.
V letech 1908-2007 vedla vesnicí Železniční trať Čejč–Ždánice.

## Obyvatelstvo
Podle sčítání 1930 zde žilo ve 102 domech 404 obyvatel. 398 obyvatel se hlásilo k československé národnosti a 1 k německé. Žilo zde 248 římských katolíků, 134 evangelíků, 4 příslušníci Církve československé husitské a 8 židů.

### Struktura
Vývoj počtu obyvatel za celou obec i za jeho jednotlivé části uvádí tabulka níže, ve které se zobrazuje i příslušnost jednotlivých částí k obci či následné odtržení.
| Místní části   | Místní části    | 1896 | 1880 | 1890 | 1900 | 1910 | 1921 | 1930 | 1920 | 1961 | 1970 | 1980 | 1991 | 2001 | 2013 |
| -------------- | --------------- | ---- | ---- | ---- | ---- | ---- | ---- | ---- | ---- | ---- | ---- | ---- | ---- | ---- | ---- |
| Počet obyvatel | část Bohumilice | 352  | 385  | 384  | 417  | 400  | 405  | 404  | 359  | 309  | 309  | 278  | 248  | 227  |      |
| Počet domů     | část Bohumilice | 87   | 90   | 92   | 93   | 88   | 89   | 102  | 104  | 95   | 87   | 79   | 76   | 90   |      |